# Wilf Mannion
Pour les articles homonymes, voir Mannion.
Wilfred James Mannion, dit Wilf Mannion, est un footballeur anglais, né le 16 mai 1918 à South Bank, près de Middlesbrough, et mort le 14 avril 2000 à Teesside (en), à côté de Middlesbrough.

## Biographie
En tant qu’attaquant, il fut international anglais à 26 reprises (1946-1951) pour 11 buts.
En janvier 1940, alors qu’il joue à Middlesbrough, il est mobilisé pour la guerre. Il fit la guerre en France. Il dut être évacué, comme toutes les troupes alliées, après la Bataille de Dunkerque en 1940, du fait de l’avancée des troupes allemandes. Il fit des campagnes au Moyen-Orient et en Italie. Il dut arrêter du fait de l’obusite, qui est un « choc de l'obus », décrivant les troubles psychiques retrouvés chez certains soldats.
Il participa à la Coupe du monde de football de 1950, au Brésil. Il ne joue pas contre l’Espagne, est titulaire contre les États-Unis et titulaire contre le Chili, et il inscrit un but à la 51e minute. Mais l’Angleterre est éliminée au premier tour.
Sa dernière sélection fut honorée à contre la France, à Londres, le 3 octobre 1951, match qui se solda par un match nul (2-2).
Il joua à Middlesbrough Football Club, ensuite à Hull City Association Football Club et à Cambridge United Football Club. Il ne remporta rien en club. Il est considéré comme l’un des plus grands joueurs de Middlesbrough de tous les temps, pour preuve, il a une statue commémorative à côté du Riverside Stadium, le stade de Middlesbrough.
En 2004, il fut intronisé à titre posthume au English Football Hall of Fame, en reconnaissance de son impact dans le football anglais.

## Clubs
- 1936-1954 : Middlesbrough Football Club
- 1954-1956 : Hull City Association Football Club
- 1956-1958 : Cambridge United Football Club